# 야기엘로니아 비아위스토크
야기엘로니아 비아위스토크(폴란드어: Jagiellonia Białystok)는 비아위스토크를 연고로 하는 폴란드의 축구 클럽이다.

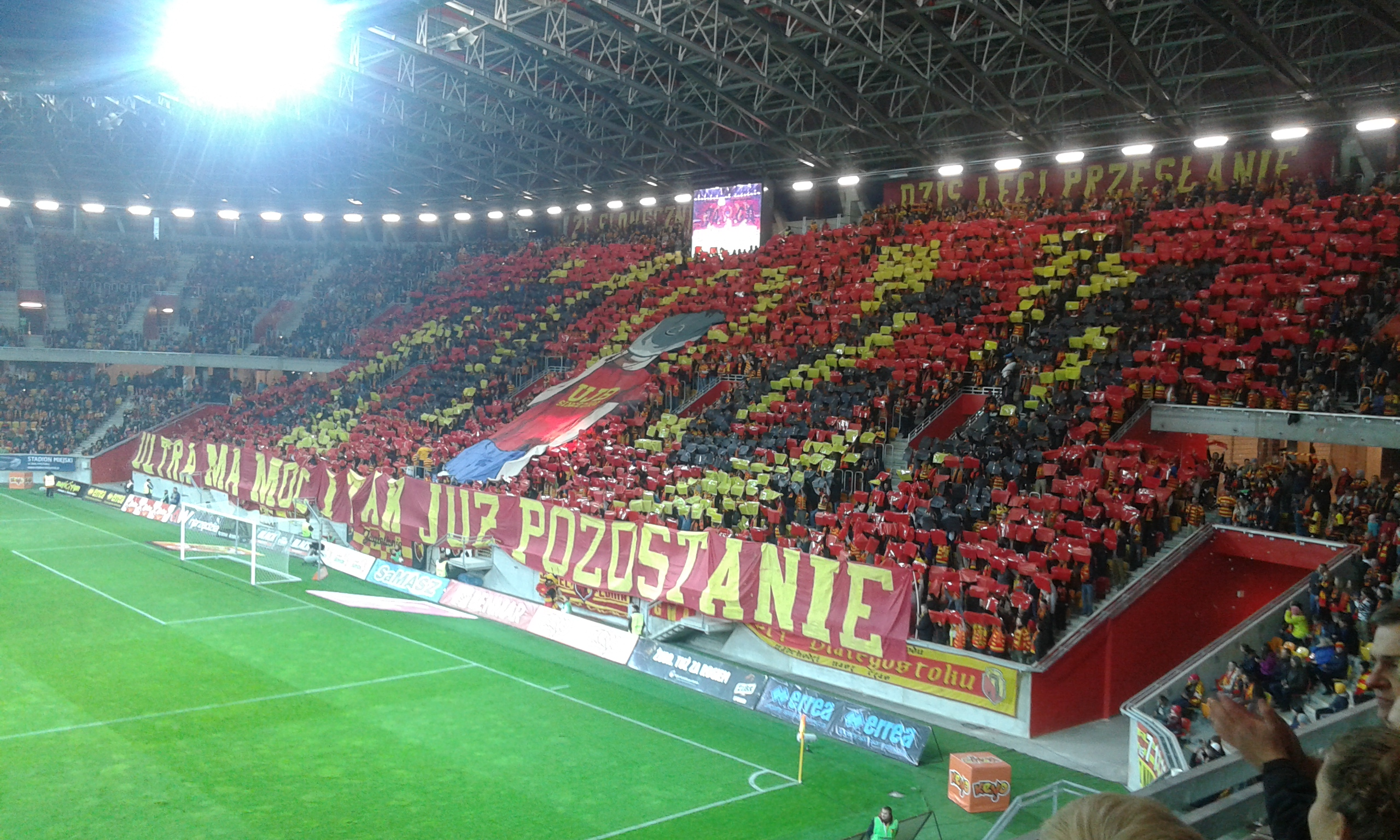
울트라스

## 성적

### 폴란드 국내 대회
- 엑스트라클라사 1위 (2023/24)
- 엑스트라클라사 2위 (2016/17, 2017/18)
- 엑스트라클라사 3위 (2014/15)
- 폴란드 컵: 우승 1회 (2009/10)
- 폴란드 슈퍼컵: 우승 1회 (2010)

## 홈 구장

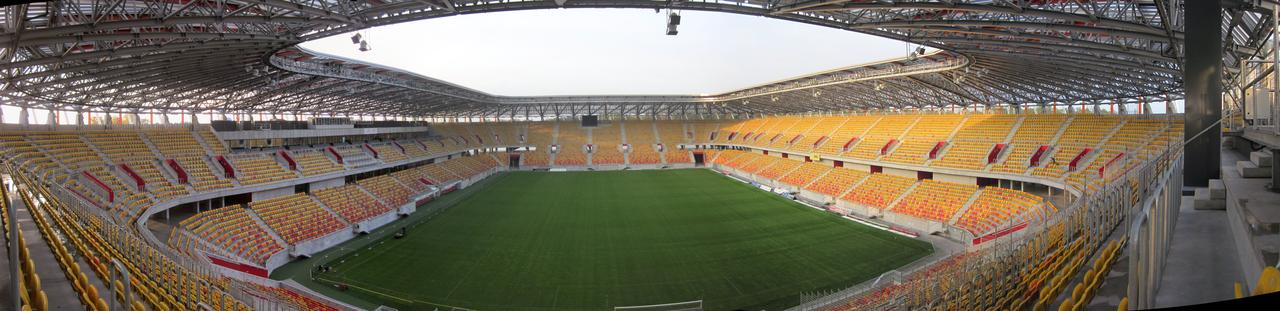
비아위스토크 시립 경기장

## 선수단

### 현재 소속 선수
2024년 5월 11일 기준

참고: FIFA 자격 규정에 따라 소속된 국가대표팀 국기를 표시합니다. 선수는 복수의 FIFA 비회원국 국적을 가지고 있을 수 있습니다.
| 번호 | 포지션 | 국적       | 이름                |
| ---- | ------ | ---------- | ------------------- |
| 3    | DF     | 슬로베니아 | 두샨 스토이노비치   |
| 4    | DF     | 코소보     | 예트미르 할리티     |
| 8    | MF     | 포르투갈   | 네네                |
| 10   | FW     | 앙골라     | 아피미코 풀룰루     |
| 11   | FW     |            | 헤수스 이마즈       |
| 16   | DF     | 체코       | 미할 사첵           |
| 17   | DF     |            | 아드리안 디에게스   |
| 39   | MF     |            | 아우렐리앙 응귀암바 |

| 번호 | 포지션 | 국적 | 이름                     |
| ---- | ------ | ---- | ------------------------ |
| 99   | MF     |      | 크리스토페르 노르만 한센 |

## 역대 감독
| 감독                  | 임기        |
| --------------------- | ----------- |
| 체스와프 미흐니에비치 | 2011        |
| 피오토르 스토코비에크 | 2013 ~ 2014 |